# Конституционный референдум в Сьерра-Леоне (1978)
Конституционный референдум в Сьерра-Леоне проходил 12 июля 1978 года. Изменения Конституции предполагали превращение Сьерра-Леоне в президентскую однопартийную республику с партией Всенародный конгресс в качестве единственной политической партии. Новая Конституция была одобрена парламентом в мае и была вынесена на всенародное голосование. Конституция была одобрена 97 % голосов, однако референдум считается «существенно сфальцифицированным».

## Результаты
| Выбор                                | Голоса    | %     |
| ------------------------------------ | --------- | ----- |
| За                                   | 2 152 460 | 97,15 |
| Против                               | 63 186    | 2,85  |
| Недействительных/пустых бюллетеней   |           | -     |
| Всего                                | 2 215 646 | 100   |
| Зарегистрированных избирателей/Явка  | 2 235 004 |       |
| Источник: African Elections database |           |       |

## Последующие события
После референдума президент Сиака Стивенс остался на следующий 7-летний срок. На президентских выборах 1985 года на безальтернативной основе был избран преемник Стивенса Джозеф Сайду Момо. В парламенте 15 депутатов, избранных в 1977 году от Народной партии, вошли во Всенародный конгресс. Впоследствии Конституция 1978 года была отменена на референдуме 1991 года и страна вернулась к многопартийной системе.